# Malarstwo kredkami

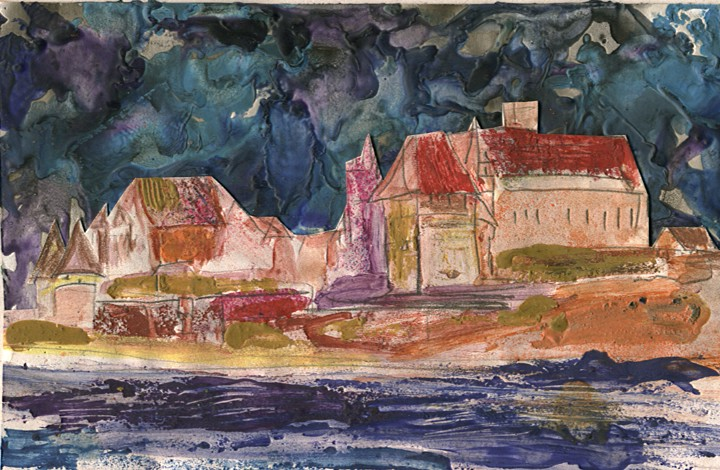
Zamek w Malborku – praca wykonana kredkami świecowymi

Malarstwo kredkami – pośrednia technika między rysunkiem i klasycznym malarstwem. Polega ono na pokrywaniu papieru barwnymi plamami za pomocą różnego rodzaju kredek. Współczesne kredki dają możliwość uzyskiwania za ich pomocą efektów bardzo zbliżonych do akwareli a nawet malarstwa olejnego. Przy pomocy miękkich kredek można nie tylko rysować szkice ale też tworzyć całkiem „pełnoprawne” obrazy. Tego rodzaju kredkami maluje się nie tyle za pomocą ich zaostrzonych końców jak to jest w przypadku kredek ołówkowych lecz wykorzystuje się ich całe powierzchnie boczne, dzięki czemu można szybko zamalowywać duże powierzchnie i uzyskiwać efekty fakturowe. W stosunku do malarstwa farbami kredki dają mniejszą możliwość mieszania barw ale jednocześnie dają większą precyzję i łatwość malowania. 
Trzy najczęściej stosowane kredki to:
- kredki pastelowe które przypominają bardzo miękką, kolorowaną kredę jednak nie pylą się tak jak kreda i dobrze przywierają do papieru. Dają one efekty zbliżone do akwareli zwłaszcza jeśli stosuje się dobrej jakości papier akwarelowy. Maluje się nimi jednak znacznie łatwiej niż farbami akwarelowymi i można przy ich pomocy uzyskiwać bardziej zdecydowane krycie papieru.
- kredki Conté przypominają bardzo miękkie kredki świecowe dając efekty zbliżone do gwaszu i malarstwa olejnego. Całkowicie „kryją” podłoże i dają „pełne soczyste” kolory.
- kredki ołówkowe są uzupełnieniem kredek pastelowych i Conté. Stosowane są do „cyzelowania” detali oraz robienia wstępnych szkiców wypełnianych następnie innymi kredkami.